# Leptotarsus (Leptotarsus) subapterus
Leptotarsus (Leptotarsus) subapterus is een tweevleugelige uit de familie langpootmuggen (Tipulidae). De soort komt voor in het Neotropisch gebied.